# Mondial Relay
 (février 2019).
Mondial Relay est une entreprise française, filiale d'InPost qui propose des services de livraison de colis aux particuliers en point relais ou consigne automatique locker.

## Historique
Le service de livraison en points relais a été créé en 1992. La société Mondial Relay est née en 1997 et a ouvert les services en points relais à l'ensemble des acteurs de la vente à distance. En 2003, Mondial Relay a mis son réseau français de points relais à la disposition de Kiala dans le cadre d'un partenariat. En décembre 2010, le service de livraison en point de dépôt est disponible pour les livraisons entre particuliers sous le nom C.pour Toi en France et It's for You en Belgique. En juillet 2011, Mondial Relay abandonne son partenariat avec Kiala.
Mondial Relay faisait partie du 3SI (ex-3 Suisses International), détenue pour moitié par Otto Group. En septembre 2013, ce dernier passe de 51 % à 100 % du capital. Les actionnaires vendeurs sont principalement la famille Mulliez.
En 2018, jusque-là spécialisée dans la livraison de petits colis (jusqu'à 30 kg), Mondial Relay se lance dans la livraison de colis de 30 à 150 kg que ses clients peuvent retirer dans des points de retrait appelés « drives ».
En 2020, l'entreprise compte près de 1 000 salariés, 28 sites de distribution, cinq plates-formes de correspondance (trois en France, une en Belgique, une en Espagne), fait appel à plus de 1 000 transporteurs et a livré 140 millions de colis en 2020. Elle gère un réseau de plus de 13 000 Points Relais en France (mars 2021) et 40 000 Points Relais en Europe (mars 2021) (France, Belgique, Luxembourg, Pays-Bas et Espagne).
En 2021, le groupe polonais InPost, spécialisé dans les solutions de locker, rachète la société au Group Otto. 
Le terme « Point Relais » est une marque déposée appartenant à Mondial Relay.
En 2024, Mondial Relay devient partenaire officiel et relayeur officiel du drapeau de départ du Tour de France.
En 2025, du fait d'une utilisation plus importante des casiers (ou "consigne automatique"), l'entreprise annonce qu'elle réduit son réseau de commerçants.

## Identité

### Logos

Logo jusqu'en 2022.
Logo depuis 2022.

## Activité, rentabilité, effectif
|                                        | 2015   | 2016   | 2017   | 2018 | 2019 | 2020 | 2021   | 2022   |
| -------------------------------------- | ------ | ------ | ------ | ---- | ---- | ---- | ------ | ------ |
| Chiffre d'affaires en millions d'euros | 162,62 | 180,02 | 198,12 | nc   | 305  | 410  | 464,79 | 575,27 |
| Résultat net en millions d'euros       | 2,19   | 3,21   | 6,22   | nc   | + 15 | nc   | 40,96  | 24,95  |
| Effectif moyen annuel                  | 572    | 593    | 656    | nc   | 649  | 950  | 1 057  | nc     |

## Relations avec les commerçants
Une des principales raisons du succès de Mondial Relay sont les partenariats avec les commerçants[réf. nécessaire]. Les clients voulant utiliser le service de Mondial Relay se rendent chez un commerçant partenaire pour envoyer ou réceptionner un colis. Le commerçant partenaire touche une somme fixée à l'avance par Mondial Relay, selon le poids de l'article. D'après un reportage de l'émission Capital sur M6, diffusée fin novembre 2022, pour un colis de moins de 10 kg, le commerçant touche 0,36 €, entre 10 et 19,99 kg, Mondial Relay donne 0,72 € au commerçant, entre 20 et 39,99 kg c'est 2 € et pour un colis de plus de 40 kg, le commerçant touche 3,60 €.